# Psychedelische Abenteuer: Have a Good Trip!
Psychedelische Abenteuer: Have a Good Trip! ist eine Dokumentation von Netflix aus dem Jahr 2020 mit Film- und Fernsehdarstellern, die über ihre Erfahrungen auf und mit LSD und anderen Halluzinogenen auf witzige Art und Weise berichten.
Die Animationen aus dem Film stammen zum Großteil aus dem Studio Sugarshack Animation.

## Inhalt
In diesem Dokumentarfilm lassen Schauspieler, Comedians und Musiker die Zuschauer an ihren tatsächlich passierten Trips teilhaben. Die Stars stellen Szenen nach oder sie werden durch surreale Animationen visualisiert, um so die Halluzinationen für jeden nachvollziehbar zu machen.

## Auftretende Stars
- Sting
- Sarah Silverman
- Anthony Bourdain
- Carrie Fisher
- Rob Corddry
- A$AP Rocky
- Zach Leary
- Nick Kroll
- Paul Scheer
- Rosie Perez
- Lewis Black
- Ben Stiller

## Weitere Musiker
- Bill Kreutzmann
- Jim James
- Donovan
- Adam Horovitz
- Kathleen Hanna

## Weitere Schauspieler
- Will Forte
- David Cross
- Natasha Lyonne
- David Koechner
- Andy Richter
- Judd Nelson
- Diedrich Bader

## Comedians
- Reggie Watts
- Steve Agee
- Matt Besser
- Rob Huebel

## Sonstige
- Robert Ben Garant
- Thomas Lennon
- Deepak Chopra
- Shepard Fairey
- Charles Grob